# Geastrum quadrifidum
Espèce
Geastrum quadrifidum, le Géastre à quatre branches ou Géaster à quatre branches, est un champignon saprophyte de l'ordre des géastrales.

## Synonymes
- Lycoperdon coronatum Schaeff.
- Lycoperdon coronatum Scop.
- Geaster coronatus (Schaeff.) J. Schröt.
- Geastrum quadrifidum var. minus Pers.
- Geastrum minus (Pers.) G. Cunn. auct. non

## Habitat
Bois d'épicéas, dans les litières d'aiguilles d'août à octobre.

## Comestibilité
Non comestible.